# Carlo Tagnin
Carlo Tagnin (Alessandria, Italia, 18 de noviembre de 1932 - Alessandria, 13 de marzo de 2000) fue un jugador y entrenador de fútbol italiano. En su etapa como jugador profesional se desempeñaba como centrocampista.

## Fallecimiento
Murió el 13 de marzo de 2000 a causa de un cáncer, a la edad de 67 años.

## Clubes

### Como jugador
| Club                   | País   | Año       |
| ---------------------- | ------ | --------- |
| → Alessandria (cedido) | Italia | 1952-1953 |
| Torino                 | Italia | 1953-1954 |
| Monza                  | Italia | 1954-1957 |
| Alessandria            | Italia | 1957-1958 |
| Lazio                  | Italia | 1958-1959 |
| Bari                   | Italia | 1959-1961 |
| Modena                 | Italia | 1962-1663 |
| Inter                  | Italia | 1963-1965 |
| Alessandria            | Italia | 1965-1966 |

### Como entrenador
| Club                  | País   | Año       |
| --------------------- | ------ | --------- |
| Albese                | Italia | 1972-1973 |
| Savona                | Italia | 1973-1974 |
| Inter (juvenil)       | Italia | 1975-1983 |
| Alessandria (juvenil) | Italia | 1983-1985 |
| Alessandria           | Italia | 1985-1986 |

## Palmarés

### Campeonatos nacionales
| Título      | Club  | País   | Año  |
| ----------- | ----- | ------ | ---- |
| Copa Italia | Lazio | Italia | 1958 |
| Serie A     | Inter | Italia | 1963 |
| Serie A     | Inter | Italia | 1965 |

### Copas internacionales
| Título                      | Club  | Sede            | Año  |
| --------------------------- | ----- | --------------- | ---- |
| Copa de Campeones de Europa | Inter | Viena (Austria) | 1964 |
| Copa Intercontinental       | Inter | Madrid (España) | 1964 |
| Copa de Campeones de Europa | Inter | Milán (Italia)  | 1965 |